# Xã Genoa, Quận Delaware, Ohio
Xã Genoa (tiếng Anh: Genoa Township) là một xã thuộc quận Delaware, tiểu bang Ohio, Hoa Kỳ. Năm 2010, dân số của xã này là 23.093 người.